# Notenschlüssel

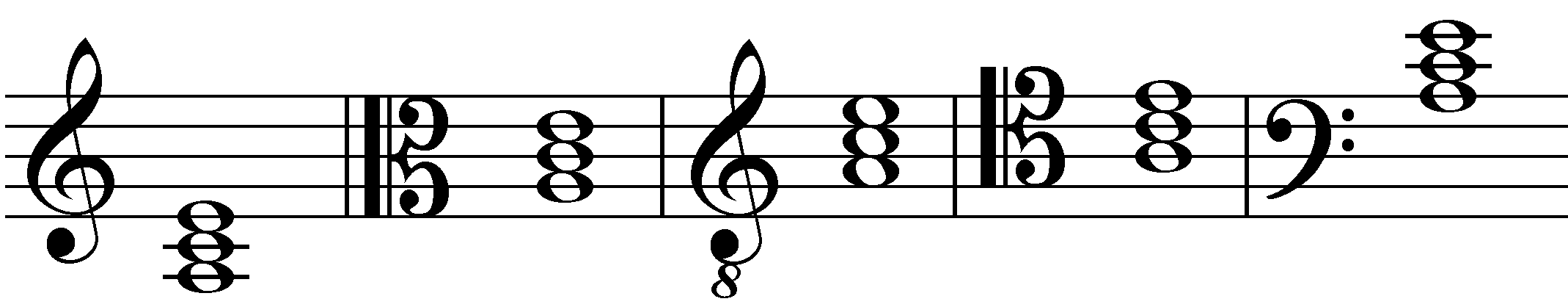
Der a-Moll-Dreiklang a^{0}–c^{1}–e^{1}, notiert in den fünf heutzutage gebräuchlichsten Schlüsseln

Notenschlüssel (lateinisch clavis, italienisch chiave, englisch/französisch clef „Schlüssel“) dienen in der Musiknotation dazu, im Notensystem festzulegen, welche Tonhöhe die fünf Notenlinien repräsentieren. Jeder Schlüssel hat dafür einen Referenzton, aus dessen Position sich die Lage der anderen Töne ableitet, die Bedeutung der Notenlinien erschließt sich erst durch den Schlüssel. Die verschiedenen Notenschlüssel repräsentieren unterschiedliche Tonlagen; für jedes Instrument und jede Stimmlage ist einer der Schlüssel besonders gut geeignet.
Musikalische Schlüssel unterlagen einer ständigen Evolution, die über Jahrhunderte andauerte. Seit dem späten 19. Jahrhundert werden noch fünf Schlüssel (bzw. vier, wenn der oktavierte Violinschlüssel nicht einbezogen wird) verwendet.

## Die heute gebräuchlichen Schlüssel und ihre Anwendung

### Violinschlüssel (G-Schlüssel)
Der heute allgemein gebräuchliche Violinschlüssel (engl. treble clef) ist ein G-Schlüssel, der das g1 auf der zweiten (von unten gezählten) Notenlinie festlegt. Er wird für hohe Gesangsstimmen (Frauen, Knaben), Violine, hohe Blasinstrumente (u. a. Flöte, Klarinette, Oboe, Trompete) oder die rechte Hand bei Tasteninstrumenten verwendet, manchmal auch für die Notation hoher Lagen bei tiefen Instrumenten wie Bratsche oder Cello. Ferner wird der Violinschlüssel bei einigen tiefen Blasinstrumenten, die mit einem Sopraninstrument verwandt sind, transponierend verwendet: bei der Familie der Saxophone, der Klarinetten und beim Tenorhorn, um ohne Umdenken das Instrument wechseln zu können. So liest und greift ein Tenorhornist z. B. gleich wie auf dem Flügelhorn in B♭, der Ton klingt nur statt einer Sekunde eine None tiefer. Wenn die Tenorstimme im Violinschlüssel notiert ist, wird sie oft eine Oktave tiefer gesungen (siehe oktavierende Schlüssel weiter unten).
In der sogenannten Schweizer Notation für Posaunenchöre und Blasmusik in der Schweiz wird der Violinschlüssel für alle Instrumente einheitlich in B♭ transponierend eingesetzt, also auch für Tuba, Baritonhorn und Posaune.
Der in der Barockmusik auch gebräuchliche Französische Violinschlüssel weist dem g1 die erste (unterste) Linie zu.

### C-Schlüssel

#### Altschlüssel
Für die Bratsche (Viola), das Altinstrument der Viola-da-gamba-Familie (Altgambe) und Altposaune wird der oft auch „Bratschenschlüssel“ genannte Altschlüssel vorgeschrieben. Das c1 liegt hier auf der dritten Linie.

#### Tenorschlüssel
Der Tenorschlüssel wird für Passagen in höherer Lage bei tiefen Streich- und Blasinstrumenten wie der Tenorposaune, dem Violoncello (welches das Tenor-Bass-Instrument der Viola-da-braccio-Familie darstellt) und dem Fagott verwendet. Orientierungspunkt ist das c1 auf der vierten Linie.

### Bassschlüssel (F-Schlüssel)
Der Bassschlüssel ist ein F-Schlüssel, der das f0 auf der vierten Linie von unten (also auf der Linie zwischen den beiden Punkten) festlegt. Ihn verwendet man bei tiefen Männer- und auch Frauenstimmen und tiefen Streichern (Violoncello, Kontrabass und Bassinstrument der Viola-da-gamba-Familie), tiefen Bläsern (Fagott, Tenor- und Bassposaune, Tuba, Baritonhorn, Euphonium, teilweise auch Horn), dem E-Bass und manchen Schlaginstrumenten (Pauken). Bei Tasteninstrumenten ist die linke Hand meistens im Bassschlüssel notiert, bei der Orgel auch das Pedal.
Die Bass-Notation ist gewissermaßen die Fortsetzung des Violinschlüssels nach unten. Violin- und Bass-Notation entstehen, indem man ein System aus elf Notenlinien aufteilt. Die fünf oberen Linien daraus bilden die Notenlinien für die Notation im Violinschlüssel und die fünf unteren Linien die Notenlinien für den Bassschlüssel. Auf der Position der Linie dazwischen liegen gleichzeitig die erste tiefe Hilfslinie (c1) im Violinschlüssel und die erste hohe Hilfslinie im Bassschlüssel (ebenfalls c1).

## Historisches
Als Guido von Arezzo um 1025 das Liniensystem für die Notation von Musik erfand, benutzte er zur Kennzeichnung der Halbtonschritte ein C oder ein F, mit dem er die meist farbige Linie markierte, unter der sich der Halbtonschritt befand. Je nach Melodieverlauf wurden diese Notenschlüssel in der Quadratnotation später auf eine der vier vorgesehenen Notenlinien gelegt, um die Notwendigkeit von Hilfslinien zu vermeiden.

### C-Schlüssel
Die so entstandenen C-Schlüssel wurden auch später weiterverwendet und werden bis heute nach den Gesangsstimmen benannt, für die sie geeignet sind. Lediglich ihr Aussehen hat sich verändert. Auf der Abbildung sieht man: (a) Alte C-Schlüssel; (b) Sopran- oder Diskantschlüssel; (c) Mezzosopranschlüssel; (d) Altschlüssel; (e) Tenorschlüssel; (f) Baritonschlüssel.

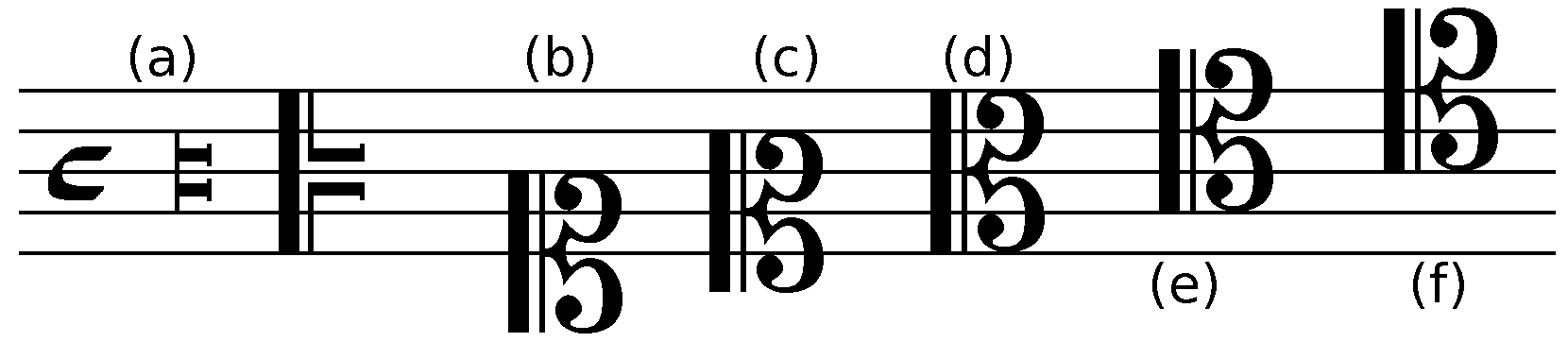
Alte und neue C-Schlüssel

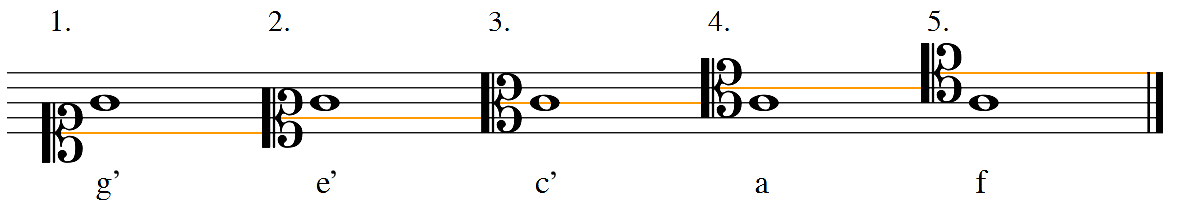
Die gleiche Position auf dem Notensystem in verschiedenen Schlüsseln bedeutet unterschiedliche Töne.
Die Linie, die die Position des c^{1} bestimmt, ist orange markiert.
1. Sopranschlüssel
2. Mezzosopranschlüssel
3. Altschlüssel
4. Tenorschlüssel
5. Baritonschlüssel

### F-Schlüssel
Für tiefere Stimmen entstand fast gleichzeitig mit dem C-Schlüssel der F-Schlüssel, der das f0 anzeigt und dessen Form sich auf den Großbuchstaben F zurückführen lässt (a). Die ersten F-Schlüssel lagen noch auf der Mittellinie, und entsprachen so einem Baritonschlüssel (b). Später setzte sich der heute gebräuchliche Bassschlüssel durch, der die vierte Linie von unten als F-Linie festlegt (c). Allgemein wird das anzuzeigende f0 von den beiden Querstrichen des F flankiert. Diese Querstriche wurden beim F-Schlüssel auf jeweils einen Punkt reduziert, der Ton f0 liegt demnach zwischen den beiden Punkten.

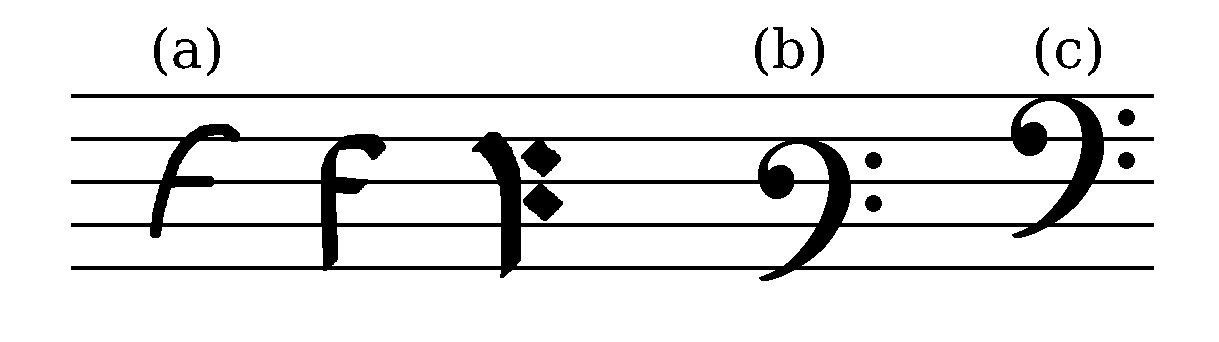
Alte und neue F-Schlüssel (Bassschlüssel)

### G-Schlüssel
Mit der Weiterentwicklung der Musik, vor allem mit der Notation von Instrumentalmusik, die zum Teil außerhalb des menschlichen Stimmraumes lag, wurde ein neuer, höherer Schlüssel benötigt, der G-Schlüssel (erfunden um 1200). Die Bezeichnung „Sopranschlüssel“ sollte vermieden werden, da ein C-Schlüssel gleichen Namens existiert und da der G-Schlüssel in erster Linie für die Notation von Violinstimmen verwendet wurde. Auch die Gestalt dieses „Violinschlüssels“ entwickelte sich aus dem handschriftlichen Buchstaben G des angezeigten Tones g1, dem ein Haken angehängt wurde, der aus einem kursiven D-Minuskel auf der zugehörigen Linie (dem d2) hervorgegangen sein könnte, oder in der Tradition alter Handschriften als Verzierung dient.

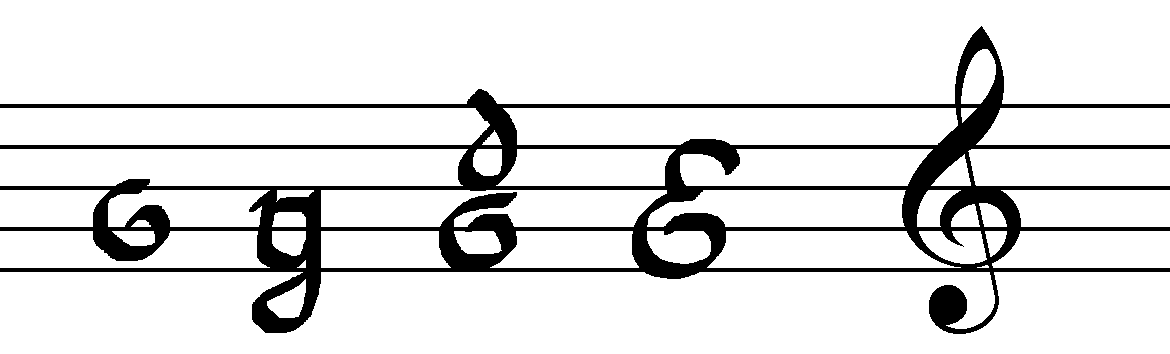
Entwicklung des Violinschlüssels

### Γ-Schlüssel (Gamma-Schlüssel)
Auf alten Noten für Tasteninstrumente ist oft ein Liniensystem mit acht oder mehr Linien zu finden. In dieses wurden alle Schlüssel eingezeichnet, ungefähr so, wie die Abbildung zeigt. Das unterste Zeichen ist ein griechisches Gamma, mit dem zeitweise das große G markiert wurde. Beim Monochord bezeichnete Γ die komplette Saitenlänge, also den tiefsten Ton. Dieser Γ-Schlüssel für besonders tiefe Lagen hat sich nicht gehalten.

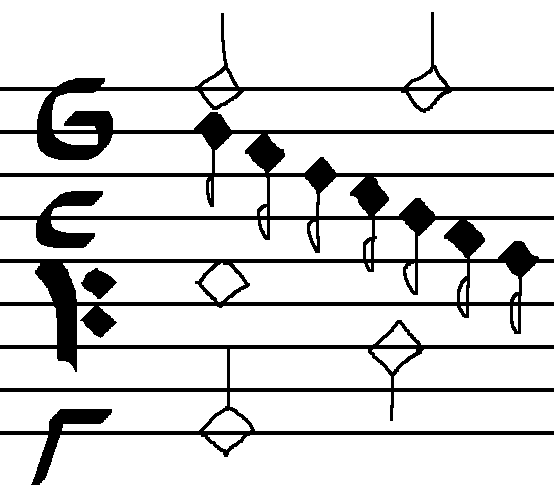
Mehrliniges Notensystem

### Gesangsstimmen im 19. Jahrhundert
Der Violinschlüssel setzte sich mit der Zeit als universaler Notenschlüssel für hohe Lagen durch und löste in den meisten Fällen den C-Schlüssel ab. Nur für die Notation von Gesangsstimmen waren Sopran-, Alt- und Tenorschlüssel noch bis weit in die zweite Hälfte des 19. Jahrhunderts der Standard, so zum Beispiel bei diesem Ausschnitt einer Chorpartitur von Johannes Brahms:

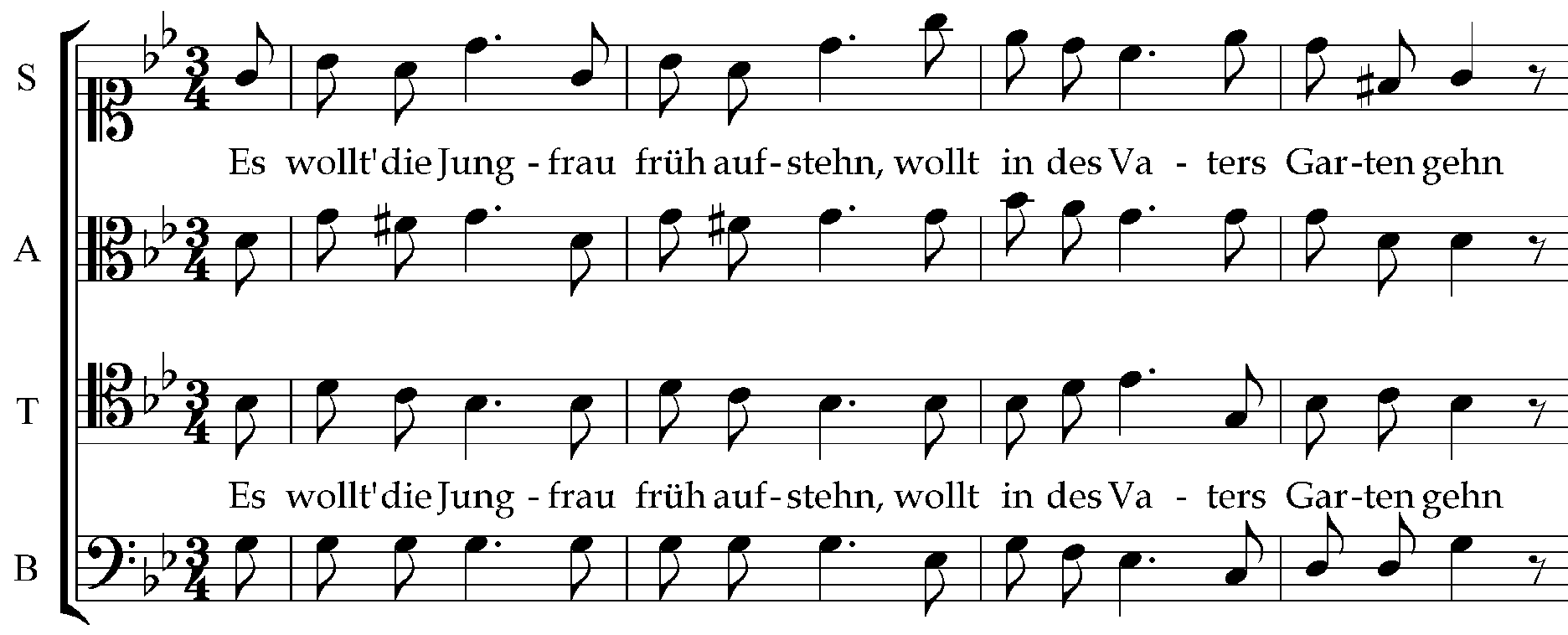
J. Brahms, Beginn des Chorliedes „Rosmarin“

## Chiavetten

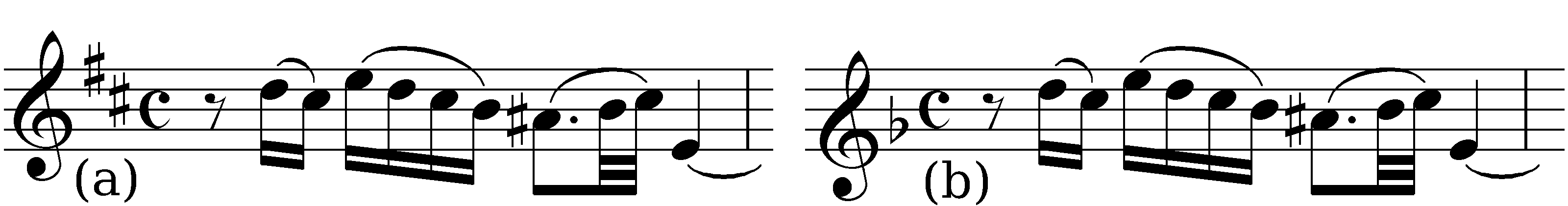
Chiavette

Notenschlüssel, die auf einer anderen Linie als üblich liegen, werden als Chiavetten bezeichnet. Die verschiedenen C-Schlüssel haben sich aus dieser Tradition entwickelt, aber auch bei den anderen Schlüsseln war die Versetzung früher üblich.
In französischer Barockmusik findet man oft den G-Schlüssel auf der untersten Linie (französischer Violinschlüssel). Daneben existiert in sehr früher musikalischer Literatur auch der Sub-Bassschlüssel, der hauptsächlich bis zum 15. Jahrhundert vorkam. Letzterer sieht aus wie ein gewöhnlicher Bassschlüssel, nur dass dieser hier um eine große Terz nach oben verschoben ist.
Bei J. S. Bach findet man Chiavetten manchmal auch als Hilfestellung für Transpositionen, wie im folgenden Ausschnitt aus seinem „Magnificat“, in dem eine Oboe d’amore, deren Klang eine kleine Terz tiefer ist, im französischen Violinschlüssel notiert ist (b), womit sich, von den Vorzeichen abgesehen, das gleiche Bild ergibt wie bei der klingenden Notation (a):

## Oktavierende Schlüssel
Wo man früher Chiavetten verwendete, um Hilfslinien zu vermeiden, benutzt man heute eine kursive, klein geschriebene 8 über oder unter dem Schlüssel, um eine Oktavierung in die jeweilige Richtung anzuzeigen. Der nach unten oktavierende Violinschlüssel beispielsweise ist vor allem für die Tenorstimme üblich. Oft wird jedoch die 8, insbesondere bei Verwendung alter Notensatzprogramme, die dies noch nicht unterstützen, hierbei nicht angegeben, da Tenorstimmen, die mit dem Violinschlüssel notiert sind, üblicherweise ohnehin eine Oktave tiefer gesungen werden als notiert (Countertenor‐ und Altus-Stimmen ausgenommen). Seltener werden diese Schlüssel auch für Instrumente verwendet, die ohnehin um eine Oktave transponieren, z. B. Gitarre (nach unten oktavierender Violinschlüssel), Piccoloflöte und Sopranblockflöte (nach oben oktavierender Violinschlüssel) oder Kontrabass (nach unten oktavierender Bassschlüssel). Bisweilen findet man auch eine 15 (selten fälschlich eine 16), die das Versetzen um zwei Oktaven verlangt (bei der ersten Oktave zählt der erste Ton mit, bei der zweiten Oktave kommen dann noch sieben Tonstufen dazu).

## Tabulaturen
Bei Gitarren und anderen Zupfinstrumenten gibt es die Möglichkeit, anstelle herkömmlicher Noten Tabulaturen zu notieren. In diesem Fall wird meistens ein vertikales „TAB“ anstelle eines Schlüssels geschrieben. Es werden dann nicht zwangsläufig fünf Linien verwendet, sondern eine Linie für jede Saite des Instruments (bei der Gitarre also sechs Linien). Mit Zahlen auf den Linien wird angegeben, in welchem Bund die betreffende Saite zu greifen ist.
Ihren Ursprung hat die Tabulatur-Schreibweise in den alten Lautenwerken des Mittelalters und der Renaissance. Bis heute spielen Lautenisten oft nicht nach modernen Noten, sondern nach – alten oder bearbeiteten – Tabulaturen.
Auch für die Mundharmonika und weitere Instrumente gibt es Tabulaturen.

## Notenschlüssel für diatonische Handharmonika
Die diatonische Handharmonika hat als wechseltöniges Instrument eine spezielle Notation. Dazu gehört ein eigener Notenschlüssel, der zum Beispiel ähnlich aussieht wie ein klein geschriebenes h. Der Notenschlüssel und die Notation für Zug und Druck sind vom entsprechenden Instrumententyp und vom Verlag abhängig.

## Schlagzeugschlüssel
Für Schlaginstrumente wird meistens einer der beiden abgebildeten Schlüssel verwendet. Die Anzahl der Notenlinien kann variieren. Grundsätzlich zeigt der Schlüssel an, dass kein tonhöhenabhängiges Instrument notiert wird und nur der Rhythmus notiert ist. Auf mehreren Notenlinien kann auch eine Gruppe von Instrumenten, die ein Musiker spielt (zum Beispiel ein Drumset), notiert werden. Es gibt verschiedene Konventionen, welche Notenlinie bzw. Zwischenraum welches Instrument repräsentiert. Näheres dazu im Artikel Schlagzeug-Notation.

## Darstellung bei Unicode
Die Unicode-Codierungen für die Notenschlüssel finden sich im Unicodeblock Notenschriftzeichen.